# Горня Вас (Шмарє-при-Єлшах)
Горня Вас (словен. Gornja vas) — поселення в общині Шмарє-при-Єлшах, Савинський регіон, Словенія. 
Висота над рівнем моря: 313,3 м.